# Patrice Soletti
Patrice Soletti est improvisateur, compositeur et instrumentiste (principalement guitariste) français.

## Biographie
Patrice Soletti aborde la musique en autodidacte. Il collabore ensuite avec de nombreux artistes dans le domaine du jazz et de la musique improvisée contemporaine, notamment Louis Sclavis, Bruno Chevillon, Barre Phillips, Norbert Lucarain, Eric Chalan, Gilles Coronado, Philippe Deschepper, Jean-Pierre Jullian, Serge Lazarevitch... 
Il a participé activement au développement artistique du label Rude-Awakening.
Il se produit aux côtés de poètes tels que Julien Blaine et son frère Pierre Soletti au festival Voix de la Méditerranée à Lodève, Infr’action à Sète ou à la résidence Caza d’Oro au Mas d’Azil.

## Discographie
- Nocturne  - 2005
- Contrabande  - 2005
- L'école buissonnière - 2006
- Quart'ograph - 2006
- Muzik Fabrik - 2006
- Décomposé - 2008